# Joseph Onika
Joseph Onika (né le 2 mai 1967 au village de Komunima’aga, Longu District, province de Guadalcanal) est un athlète devenu homme politique des îles Salomon.

## Biographie

### Carrière sportive
Il remporte la médaille d’or du 100 m lors des premiers championnats d'Océanie d’athlétisme en 1990.

### Carrière politique
En août 2010, il est élu député à Guadalcanal et nommé ministre des Femmes, des Jeunes et des Enfants dans le gouvernement du Premier ministre Danny Philip. Le 18 avril 2011, il est nommé ministre des Terres et du Logement dans le gouvernement de Gordon Darcy Lilo.